# A D.Gray-man szereplőinek listája
Ez a lista Hosino Kacura D.Gray-man című manga- és animesorozatának szereplőit sorolja fel.

## A szereplők megalkotása és az alapelgondolás
A D.Gray-man megalkotásakor nagy hatással voltak Hosino Kacura korábbi művei. Számos szereplőt emelt át Zone című one-shot mangájából, köztük a démonokat és azok megalkotását, az ördögűzőket és a sorozat fő gonosztevőjét, az Ezeréves Grófot, illetve annak terveit a világ elpusztításáról. Az Ezeréves Gróf mind sorozatban betöltött helye, mind megjelenése megegyezik a két műben. Allen Walker, a sorozat főhőse is az előbbi művön alapszik, annak főszereplője, aki azonban egy lány, de Hosino megváltoztatta a szereplőt és sokkal férfiasabbá tette. Lavi tervezett sorozatának, a Book-mannek főhősén alapul és Kanda Ju is egy kiadatlan művéből származik. Más szereplőket, mint az Ezeréves Gróf, Lenalee Lee és Komui Lee valós személyek ihlettek, de Hosino nem fedte fel, hogy kikről van szó. Annyit megemlített, hogy némelyük híres tudós, amíg Komuit a szerkesztője ihlette, de Aleister Crowleyt és Yūsuke Santamariát, illetve a Tim Campi Design márkát is modellként használta. Hosino együttműködött Kizaki Kajával, a regényadaptációk szerzőjével, aki Bak Chan szereplőt alkotta meg számára. Miranda Lotto sorozatbeli szerepe jelentősen megváltozott és állandó szereplővé lépett elő, miután rájött a két szereplő közötti hasonlóságra. Hosino humorosan megjegyezte, hogy Allen haja nagyon hasonlít a Dragon Ballban látható szuper csillagharcos formára, amikor a szereplő haja tüskés lesz. A D.Gray-man kiadása előtt Hosino elmondta, hogy Allent, Kandát, és Cross Mariant a legnehezebb, míg az Ezeréves Grófot és Hevlaskát a legkönnyebb lerajzolni.

## Főszereplők
|  | Alább a cselekmény részletei következnek! |

### Allen Walker
A történet egy Allen Walker nevű – angol származású, tizenöt éves – fiúval kezdődik. Születése óta el van deformálódva a bal karja, ami miatt szülei eldobták maguktól, mint a rossz szokást. A fiút pártfogásába vette egy Mana Walker nevű vándorcirkuszi bohóc. Ő nevelte fel, apja helyett apja volt, de még mielőtt igazán szembesíthette volna Allent az élet gyötrelmeivel, váratlanul elhalálozott – elméletileg balesetben hunyt el, gyakorlatilag, ki tudja?
A magába zuhant kisfiú egyedül maradt sebeivel, melyek átmeneti gyógyulását egy furcsa idegen jelentette, ki elültette benne azt a tévhitet, hogy pusztán az elhunyt hívásával vissza lehet hozni az embereket a túlvilágról. Allen hitt neki, s szólítva nevelőapját, démonná tette Őt. Mana belezáródott egy fémcsontvázba, s azt az utasítást kapta, hogy ölje meg, majd vegye át a helyét a fiúnak. Ehelyett a parancs előtt megátkozta őt, majd mikor elindult felé, aktiválódott a fiú karjába ágyazódott Ártatlanság, és megölte Manát. Ezek után az idegen – az Ezeréves Gróf – megkímélte Allen életét és otthagyta Őt. Az egész jelenet után feltűnt egy Cross Marian nevezetű férfi, aki lehetőséget adott a fiúnak az újrakezdéshez, mint ördögűző.
Három kínkeserves edzéssel, éhezéssel és egyéb rossz dolgokkal töltött év után, végre-valahára ördögűző lehetett a megőszült, megerősödött Allenből. Cross útjára bocsátotta, azzal a rendeltetéssel, hogy menjen el a Fekete Rend Főhadiszállására, amely valahol Európában, egy hatalmas hegytetején fekszik.
A Fekete Rend meghatározza a fiú életét mind társadalmilag, mind célilag. Új értelmet nyer az élete: olyan helyen lehet, ahol nem ítélik el a karja miatt, ahol nem közösítik ki az arcán átfutó jelért. Itt ismerkedik meg Lenalee Leevel és bátyjával – a Rend igazgatójával -, Komui Leevel. Itt találkozik össze először barát- és ellenség helyzetű emberrel: Kanda Yuuval. S itt tudja meg, hogy bizony vannak olyanok is, mint a Krónikások: azaz a Krónikás és Lavi.
Allen útjai különféle tájakra és veszedelmekbe viszik, miközben próbálja megtalálni magát, és eloszlatni a ködöt Mana, a Mestere, a Gróf, és a 14. Noah között. Miközben irtja a démonokat, és küzd a Noah klán ellen, egy sokkal mélyebbről jövő, sötétebb probléma kezd gyökeret verni benne, amiről eddig sohasem tudott. A probléma egy egyszerű, ám sorsdöntő kérdést vesz alapul: Allen jó vagy rossz?
Előzetes a manga mélyebb rétegeiből:
- A 14. Noah volt az, aki elültette az emlékeit Allenben. Azáltal, hogy gyakorlatilag az egész tudata a fiúban van, újra tudja magát alkotni, vagyis át tudja venni Allen teste és elméje fölött az irányítást. A Noah képesek újraszületni, miután meghaltak, így amíg a Gróf él, ők is. (Valószínűleg, ez nem teljesen bizonyított.) Miközben Allen magával viaskodik, a Vatikán egyre nagyobb nyomást gyakorol a Rendre. A Rend természetesen a Vatikánhoz tartozik, de eddig nem szóltak bele az ügyeik intézésébe. Ezeknek a zavaró tényezőknek a megjelenésével feltárul egy olyan ajtó, amely egy eddig ismert személy ismeretlen múltjához vezet. A Noah-k pedig kihasználják ezt, s tervük az, hogy ennek a személynek az emlékeivel – Kandáéval – felébresszenek egy közveszélyes „kísérletet”, aki majd reményeik szerint elpusztítja a Fekete Rendet, s felébreszti az Allenben lappangó Neah nevezetű Noah-t.

Hangjai:
- japán: Kobajashi Szanae
- angol: Todd Haberkorn
- magyar: Szalay Csongor.

### Kanda Yu
18 éves japán származású ördögűző. Ő az első, akivel Allen találkozik a Fekete Rendnél. Szótlan, mogorva, önfejű fiú, aki folyton rivalizál Allennel. Régen egy csapat akuma megölte őt, így tesztalany lett a Rendnél folyó kutatásokban. Emlékeit törölték és megpróbálták úgy akumává alakítani, hogy emberi kinézete és személyisége megmaradjon, de emlékeit törölték és új testet kapott. Miután magához tért nem emlékezett semmire, nem csinálhatta azt, amit akar, állandó megfigyelés alatt tartották. Csak egy emberrel társaloghatott, Alma Karmával, akit hozzá hasonlóan hoztak létre, de Yu nem kedvelte őt. Minél inkább teltek a napok, annál erősebbé váltak a laborban, de kezdett felébredni akuma énjük is, illetve beléjük ültettek egy Ártatlanságot, amitől folyamatosan rosszullétek léptek fel náluk. Egyszer Almával egymásra támadtak, ami Alma halálával végződött. Yu nem hitte el, hogy képes volt megölte egyetlen barátját és ez meghatározta személyiségét. Ő lett az egyetlen életben maradt úgynevezett második ördögűző. Ártatlanságakardjába van zárva, neve Mugen – Hat Illúzió – és 6 különböző erejű támadást tud vele létrehozni, 6 illúziót. Mikor a Grófnak sikerül felkeltenie Almát és Noévá változtatnia, akkor elborul Alma és Yu elméje is. Mindketten a másikat okolják a kialakult helyzetért és meg akarják ölni egymást. Allen békíteni próbálja őket, de egyszer az egyik, egyszer a másik fél támadja őt meg. Végül Yu megöli Allent, aki Noévá változik.
Hangjai:
- japán: Szakurai Takahiro
- angol: Travia Willingham
- magyar: Stern Dániel

### Lenalee Lee
16 éves kínai származású ördögűző. Kiskorában az akumák megölték szüleit. Mikor a Rend rájött, hogy Lenalee képes használni az Ártatlanságot, akkor kényszerítették, hogy ördögűző legyen. A Rendnél nagyon magányos volt, kezdett megőrülni és többször is szökéssel próbálkozott. Mikor bátyja, Komui is csatlakozott a Rendhez, Lenalee elkezdett gyógyulni és elfogadta a kialakult helyzetet. Ártatlansága neve Sötét Cipők, amiknek segítségével gyorsan tud futni, akár a víz felszínén. Mikor egy 3-as szintű akuma ellen harcoltak, akkor képes volt erősebbé tenni Ártatlanságát, kristályszerűvé változott, amilyet ezelőtt még sosem láttak senkinél. Ezért arra következtettek, hogy talán Lenalee birtokában van a Nagy Szív, de később kiderült, hogy tévedtek. Az átalakulás után Leenale új ártatlanságot kapott, ami a véréből formálódott át.
Hangjai:
- japán: Itó Sizuka
- angol: Luci Christian
- magyar: Dögei Éva

### Lavi
18 éves ördögűző, különböző nemzetiségű szülők leszármazottja. Az a célja, hogy Bookman legyen. A Bookman az, aki feljegyzi a világ történelmét az olyan részekkel együtt, amit nem hoznak nyilvánosságra. Lavi a 49. ember, aki Bookman akar lenni, így eldobva magától valódi nevét. Először csak azért követi Allent, hogy feljegyezhesse az azzal történteket, de később barátokká válnak. Anti-akuma fegyvere egy kalapács, amit Tettsuinak – Vaskalapács- nevez. Képes megváltoztatni a kalapács méretét és pecséteket tud használni, amivel a természet elemeit tudja használni -elsősorban a tüzet.
Hangjai:
- japán: Szuzumura Kenicsi
- angol: 1. Jason Liebrecht (13–26. és 40–51. epizód), 2. Chris Patton (27–39. epizód)
- magyar: Sörös Miklós.

### III. Aristar Krory
Krory egy vámpír, aki csak az akuma-k vérét szereti, az emberekét nem. Azt mondta neki a nagyapja, hogyha a várban marad, boldog lesz egész életében. Egyszer kikívánkozott a palotájából, megtámadott egy embernek hitt akuma-t, akit Eliade-nak hívtak. Majdnem kiszívta az összes vérét, de visszatért az önuralma. Végül együtt éltek Eliade-val (az akuma-val), amíg nem jöttek az ördögűzők, és megmutatták neki hogy Eliade egy akuma. Krory legyőzte Eliadet, majd csatlakozott az ördögűzőkhöz, miután felrobbantotta a palotáját.
Krory naiv volt, mindent megvett amit csak látott. Egy Noah-val póker partiba keveredett, de Allen Walker csalással segített neki. Azután tovább mentek, megvolt az első küldetése, és sokat harcolt démonokkal.
Hangjai.
- japán: Ivata Micuo
- angol: Eric Vale
- magyar: Előd Botond

## A Noé Klán

### Ezeréves Gróf
Az Ezeréves Gróf, valódi nevén "Ádám", az első tanítvány és a Noah család feje. A célja az emberiség kiirtása a démonok (Akumák) által. A démonokat úgy állítja elő, hogy az emberek fájdalmát kihasználva visszahozatja velük az elhunyt hozzátatozójuk lelkét és azokat egy fémcsontvázba ülteti, mely aztán megöli, majd átveszti a visszahívója testét. Az ördögűzők legfőbb ellensége szintén keresi a Nagy Szívet (az Ártatlanság Szívét), mert ha azt elpusztítja, akkor az összes Ártatlanság elpusztul.
Megjelenése:
A gróf egy groteszk Viktoriánus úriember alakját jelképezi, egy testes alkat, egy köpenyben és egy cilinderben, egy óriási mosollyal és cvikkerrel. Az igazi alakja inkább hasonlít egy emberhez egy köpenyben és egy kalapban. A céljaival eltérően sokszor vidám hangulatú, bár a valódi Noé alakjában egy magabiztos és férfias alkat.
Hangjai:
- japán: Takigucsi Dzsunpej
- angol: Jason Liebrecht, Todd Haberkorn (27-től 39-ig)
- magyar: Kajtár Róbert

### Road Kamelot
Road a kilencedik tanítvány és egyben a "legidősebb" is, gyerekes megjelenése ellenére. Valódi nevén szintén "Road"-nak hívják, más néven pedig "Az Első Gyermek". Ő Noé "Álmait" testesíti meg. Sheril Kamelot és felesége adoptált gyereke, és Tyki unokahúga. Az ő képessége az, hogy a Bárka nélkül képes különböző dimenziókba utazni, képes a teljes regenerálódásnak, telekinézisnek és telepátiának is. Emellett Road az egyetlen aki képes programálni a Bárkát, mivel ő a "legidősebb". Gyakran viselkedik valódi tiniként, de mutatta szadizmus jeleit is, és kijelentette, hogy utája az embereket, bár Allen-hez szorosan kötődik, mígnem végül egyik találkozásuk során meg nem csókolja őt.
Megjelenése:
Általában rendes tini, még a Noék között is, de sokszor látni Noé alakjában is.
Hangjai:
- japán: Simizu Ai
- angol: Cherami Leigh
- magyar: Sallai Nóra

### Tyki Mikk
Tyki a harmadik tanítvány és Road nagybátyja, Sheril Kamelot öccse. Noé "Élvezetét" testesíti meg. Tyki tudat alatt elnyomja a benne rejlő Noét, és 2 "oldala" van. Az egyik a gondtalan portugál csavargó, a másik pedig amikor egy a Noék közül és a társadalomban jól ismert személy. Élvezi, hogy mindkettőt élheti, de fél, hogy elveszti az emberbarátait. Amikor Allen megpróbálja megsemmisíteni a Tykiben lévő Noét és kudarcot vall, Tykiben eluralkodik a Noé. A szent jelek, amik előzőleg eltűntek, három másikkal helyettesítődnek. Egy nagy a nyakán és kettő kisebb a kezein.Ennek következtében egy démoni vitézzé alakul, majd amikor visszatér az emberi formája, a szürke bőrszín megmarad. A megsemmisítéstől származó sebek később is fájnak. Tykinek megvan a képessége, hogy "válasszon", hogy mit akar és mit nem akar megfogni, ami arra teszi képessé, hogy járhat a vízen, vagy keresztülmehet bármin, sértetlenül, kivéve az Ártatlanságot. Arra is képes, hogy a légkört "visszautasítsa", vákuumot idézve elő ezzel. Az emberevő lepkéi gólemek, amelyeket a gróftól kapott és azok neki engedelmeskednek. Mindig segítőkész családja felé, főleg a kis unokahúga Road, és a Gróf felé.
Megjelenése:
Csavargóként, laza "munkás" öltözet, Noéként elegáns, öltönnyel és cilinderrel.
Hangjai:
- japán: Morikava Tosijuki
- angol: Brad Hawkins
- magyar hangjai: 1. Mesterházy Gyula, 2. Sánta László, 3. Pálmai Szabolcs

### Jasdebi (twins)
Jasdero és Debitto eredetileg egy Noé voltak, amely neve Jasdebi volt. Ők ketten a tizedik és tizenegyedik Noé, valódi nevükön "Bondomu". Noé "Kötelékét" testesítik meg. Mindketten fiatal tini vandáloknak néznek ki, jókedvűek és vidámak, emellett szadisták is, imádnak harcolni. Az ő képességük a "Megvalósulás", amely golyókon keresztül alkalmazott képesség és a kettejük egységes gondolataiból jön létre, majd ezt két egyforma pisztolyból lövik ki az ellenségre.A Megvalósulással képesek számos tárgyat létrehozni.Amikor egymásra lőnek, Jasdero és Debitto egybeolvadnak és így jön létre Jasdebi.Már nem támaszkodnak a pisztolyaikra, hanem saját kezűleg harcolnak.Jasdebi hosszú haja szintén egy fegyver és új erőt merít abból a vágyból, hogy megteremtse "az elképzelhető legerősebb testet".
Megjelenésük: Jasdero kicsit hippis kinézetű, míg testvére Debitto inkább egy punkra hasonlít. Jasderonak hosszú szőke hajavan, Debittonak pedig rövid sötétkék. Jasdero prémkapucnis mellényt, Debitto pedig ugyanolyan dzsekit visel.
Hangjuk:
Jasdero
- japán: Morikubo Sótaro
- angol: Joel McDonald
- magyar: Szkárosi Márk

Debitto
- japán: Saiga Mitcuki
- angol: Z. Charles Bolton
- magyar: Czető Roland

### Skin Bolic
Skin Bolic egy amerikai származású Noé. Három évvel korábban "ébredt fel" mint Noé. Ő a nyolcadik tanítvány, eredeti nevén "Wrath", aki Noé "Haragját" testesíti meg, a legerősebb az összes Noé emlékek közül. Említették, hogy Noé emléke irányítja őt. Hatalmas és állandó szürke bőre van, a szent jelek pedig folyamatosan látszódnak a homlokán. Amikor megismeri Noé haragját és az ősei szenvedését, eldönti, hogy sohasem bocsát meg sem az ördögűzőknek, sem Istennek. Kanda keze által halt meg, a Bárkában, Edoban. Skin képességei a villámok. Amikor ezt használja, a bőre átalakul aranyozott tüskés réteggé. Mivel ez a gólemhez hasonló test nagy ellenálló képességgel és fizikai bátorsággal rendelkezik, ő a brutális erőre támaszkodik. Habár Skint megölték, Noé génjei reinkarnálódtak egy másik kiválasztott emberbe. Durva megjelenésű, állandó Noé kinézete van. Folytonos szürke bőr, és a homlokán lévő szent sebek mindig látszanak. Agresszív és hirtelen haragú. Hihetetlenül édesszájú; kedvenc eledele a fagylalt és az édes lágytojás. Tipikus, első megjelenésekor elhangzó első mondata: "De jó is lenne, ha ez a sok hó mind incsi-fincsi fagyi lenne!"
Hangjai:
- japán: Mijake Kenta
- angol: Sonny Strait
- magyar: 1. Hegedüs Miklós, 2. Albert Péter

### Lulubell
Lulubell egy szőke Noé, a tizenkettedik tanítvány, eredeti nevét "Lustul" és Noé "Bujaságát" testesíti meg. Noéként a haja fekete és sokszor jelenik meg macska képében, hogy kémkedjen, majd emberi alakban is megmaradnak némi macska szokásai. Teljes odaadást mutat a gróf iránt és az ellenségeit a sajátjaként kezeli. Lulubell képessége az átalakulás, ami az "Alak" erejeként lett megfogalmazva. Ugyanígy felveheti mások alakját is.
Megjelenés:
Bárki alakját képes felvenni. Emberként egy fehér bőrű, fiatal szőke nő, Noéként természetesen szürke bőrszín és a homlokán lévő hegek, viszont a haja fekete lesz. Sokszor látni egy fekete macska képében.
Hangjai:
- japán: Ogasavara Arisza
- angol: Monica Rial
- magyar: 1. Solecki Janka, 2. Oláh Orsolya